# Тайланд Оупън
Тайланд Оупън (на английски: Thailand Open) е турнир по тенис за мъже, провеждан в края на септември в Банкок, Тайланд. Срещите се играят на твърда настилка в зала Импакт Арена. Турнирът е част от Международната серия на АТП.

## История
През ноември 2013 г. ATP обяви, че турнирът ще бъде преместен в Шънджън, Китай.

## Финали

### Сингъл
| Година | Шампион              | Финалист           | Резултат            |
| ------ | -------------------- | ------------------ | ------------------- |
| 2013   | Милош Раонич         | Томаш Бердих       | 7 – 6(7–4), 6 – 3   |
| 2012   | Ришар Гаске          | Жил Симон          | 6 – 2, 6 – 1        |
| 2011   | Анди Мъри            | Доналд Йънг        | 6 – 2, 6 – 0        |
| 2010   | Гилермо Гарсия Лопес | Ярко Ниеминен      | 6 – 4, 3 – 6, 6 – 4 |
| 2009   | Жил Симон            | Виктор Троицки     | 7 – 5, 6 – 3        |
| 2008   | Жо-Вилфрид Цонга     | Новак Джокович     | 7 – 6(7–4), 6 – 4   |
| 2007   | Дмитрий Турсунов     | Бенямин Бекер      | 6 – 2, 6 – 1        |
| 2006   | Джеймс Блейк         | Иван Любичич       | 6 – 3, 6 – 1        |
| 2005   | Роджър Федерер       | Анди Мъри          | 6 – 3, 7 – 5        |
| 2004   | Роджър Федерер       | Анди Родик         | 6 – 4, 6 – 0        |
| 2003   | Тейлър Дент          | Хуан Карлос Фереро | 6 – 3, 7 – 6(7–5)   |